# Susanne Albrecht
Susanne Albrecht (Hamburg, 1 de març de 1951) és una mestra d'escola i exactivista política alemanya, militant de la segona generació de la Fracció de l'Exèrcit Roig (RAF).

## Trajectòria

### Joventut
Nascuda com a filla d'un reeixit advocat especialitzat en Dret marítim, va viure la seva infantesa en una acomodada urbanització d'Hamburg. Com a estudiant, mai es va poder adaptar en una escola pública, per la qual cosa va ser inscrita a una de privada de Holzminden. El 1971 va assistir a la Universitat d'Hamburg per cursar la llicenciatura de Sociologia. Va ser en aquell temps que es va interessar pel marxisme. Es va vincular a diversos grups polítics abans de mudar-se a un apartament amb Karl-Heinz Dellwo. També es va començar a barrejar amb alguns militants de la Fracció de l'Exèrcit Roig (RAF) com ara Ilse Stachowiak, a qui li va prestar el seu document d'identitat perquè es mogués lliurement.
El 1974, juntament amb Dellwo i altres persones, que després s'integrarien a la RAF, van formar part del Comitè contra la Tortura als Presos Polítics a Alemanya Occidental, grup de protesta contra les condicions penitenciàries en què vivien diversos activistes del grup armat en presons alemanyes.
A Hamburg va llogar un apartament amb altres sis persones, el qual no tenia dutxa ni bany. D'aquella època, se sap per testimonis d'altres companys que va dir sobre la seva antiga vida: «Jo estava malalta d'estar menjant caviar i salmó fumat». Al costat de Sigrid Sternebeck i Silke Maier-Witt, conegudes totes tres com a les «Ties d'Hamburg», van tenir un paper important a l'escena de l'esquerra d'Hamburg, de forma que Albrecht va aconseguir enfortir el seu nexe amb la RAF.

### Accions

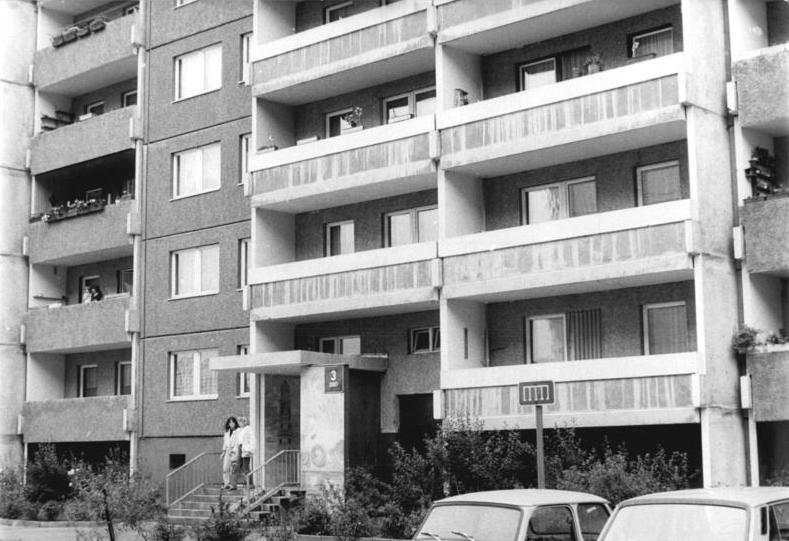
En aquest apartament de Rosenbecker Straße Nr. 3 a Marzahn, Berlín, Albrecht va ser arrestada el 1990. Des de 1989 va estar vivint aquí amb el nom d'Ingrid Jäger i el seu espòs i fill.

El juliol de 1977 va visitar al seu padrí Jürgen Ponto, president del Dresdner Bank, amb qui la seva família tenia estrets vincles i a qui ella anomenava «Oncle Jürgen». De la mà de Brigitte Mohnhaupt i Christian Klar, van intentar segrestar-lo, però aquest es va resistir i va ser tirotejat per Mohnhaupt i Klar amb el resultat de mort. La RAF va emetre un comunicat sobre l'assassinat, signat per Albrecht, en el qual es llegia: «no estava clar per a nosaltres que aquesta gent, que comença guerres en el Tercer Món i destrueixen poblacions senceres, queden atònits quan la violència els arriba a la seva pròpia casa».
Entre 1978 i 1979 va viatjar al Iemen, on va entrenar tàctiques de guerrilla urbana en un camp d'entrenament palestí. El 25 de juny de 1979, l'«escamot Andreas Baader», format per Albrecht, Werner Lotze, Christian Klar i Rolf Clemens Wagner, van prendre part en l'intent fallit d'assassinat del comandant suprem de l'OTAN, el general Alexander M. Haig, mitjançant la col·locació d'una mina terrestre de 10 quilograms en un pont del municipi való de Mons, a prop del llogarret d'Obourg, a través del qual circulava en cotxe. L'atemptat no va encertar l'objectiu i va causar ferides a tres dels seus guardaespatlles que anaven en un següent cotxe.
El 1980 es va escapar a la República Democràtica Alemanya, on va estar protegida per la Stasi i se li va donar una nova identitat.

### Arrest i vida posterior
A l'Alemanya Oriental va treballar com a traductora d'anglès amb nom fals d'Ingrid Jäger i es va casar amb un científic alemany, amb qui va tenir un fill, mentre que ningú sabia del seu passat. Va viure a Köthen, però el 1986 va ser reconeguda en els reportatges de la Televisió alemanya sobre les activitats de la RAF, havent de mudar-se a Berlín. No obstant això, quan Alemanya es va reunificar, va ser detinguda quan estava vivint com a mestressa de casa amb el nom fals d'Ingrid Becker. Va ser la primera de vuit detencions per activitats de «terrorisme» en un període de deu dies. Això va succeir enfront de l'edifici on vivia, el 6 de juny de 1990. Durant el judici va ser sentenciada pel Tribunal Regional Superior d'Stuttgart a una pena de 12 anys de presó, si bé l'any 1996, en complir la meitat de la condemna, va sortir en llibertat condicional.
Posteriorment, va estar treballant com a mestra d'alemany per a infants immigrants en escoles primàries de Bremen sota un nou nom.